# Allan Sekula
Allan Sekula (Erie, Pennsilvània, 1951 - 10 d'agost de 2013) fou un artista, escriptor i crític estatunidenc. Format en els anys de crítica a la guerra del Vietnam i amb teòrics marxistes com Herbert Marcuse, aquest artista i teòric de la fotografia va dur a terme una actualització de la tradició americana de fotografia documental i de crítica social.
Va començar amb instal·lacions, però amb els anys es va centrar en la fotografia i els textos d'assaig, que li va permetre analitzar la lògica capitalista en el món global i el tràfic de vides humanes en l'àmbit laboral. Especialment crític envers el model productivista i la forma en què condiciona el nostre cos i la nostra manera de viure, va fotografiar treballadors de grans factories i de companyies marítimes. Part de la seva obra s'ha centrat en el mar com a lloc oblidat, on el tràfic internacional de grans multinacionals desplega la lògica salvatge del capital.
El treball de Sekula, que pertany al corrent històric del realisme social, se serveix de la fotografia principalment per documentar extractes de la realitat contemporània que l'univers mediàtic de la globalització tendeix a ignorar estratègicament.

## Obres destacades
- Gas Turbine, Gas Natural Thermic Plant, Besòs. Sèrie Methane for All. Fotografia, 2007[3]
- Barceloneta Swimming. Sèrie Methane for All. Fotografia, 2007[4]
- Fil Manila Restaurant, Raval, Barcelona - 2. Sèrie Methane for All. Fotografia, 2008[5]
- Inflammables Terminal, Barcelona. Two Oil Tankers at Dawn. Sèrie Methane for All. Fotografia, 2008[6]
- Fil Manila Restaurant, Raval, Barcelona - 1. Sèrie Methane for All. Fotografia, 2008[7]
- Life Preserver, Sestao Knutsen. Sèrie Methane for All. Fotografia, 2008[8]
- Building a New Methane Storage Tank, Inflammables Terminal, Barcelona. Sèrie Methane for All. Fotografia, 2007[9]
- Chief Mate of the Sestao Knutsen. Sèrie Methane for All. Fotografia, 2008[10]
- Gas Terminal, Barcelona. Sèrie Methane for All. Fotografia, 2008[11]
- Maiden Voyage of the Sestao Knutsen. Sèrie Methane for All. Fotografia, 2007[12]
- Radiation Hazard. Sèrie Methane for All. Fotografia, 2008[13]
- New and Old Gas Natural Structures, Barceloneta. Sèrie Methane for All. Fotografia, 2007[14]
- Gas Natural Tower, Barceloneta. Sèrie Methane for All. Fotografia, 2007[15]
- Shipwreck and Workers. Fotografia, 2005-2007[16]
- Waiting for Tear Gas. Mèdia, 1999 - 2000[17][2]